# Геллюм
Геллюм (нід. Hellum) — село в нідерландській провінції Гронінген. Входить до муніципалітету Мідден-Гронінген.
Його площа становить 6,21км², а населення станом на 2021 рік складало 545 осіб.
Перша згадка про населений пункт датується 1282 роком.

## Галерея

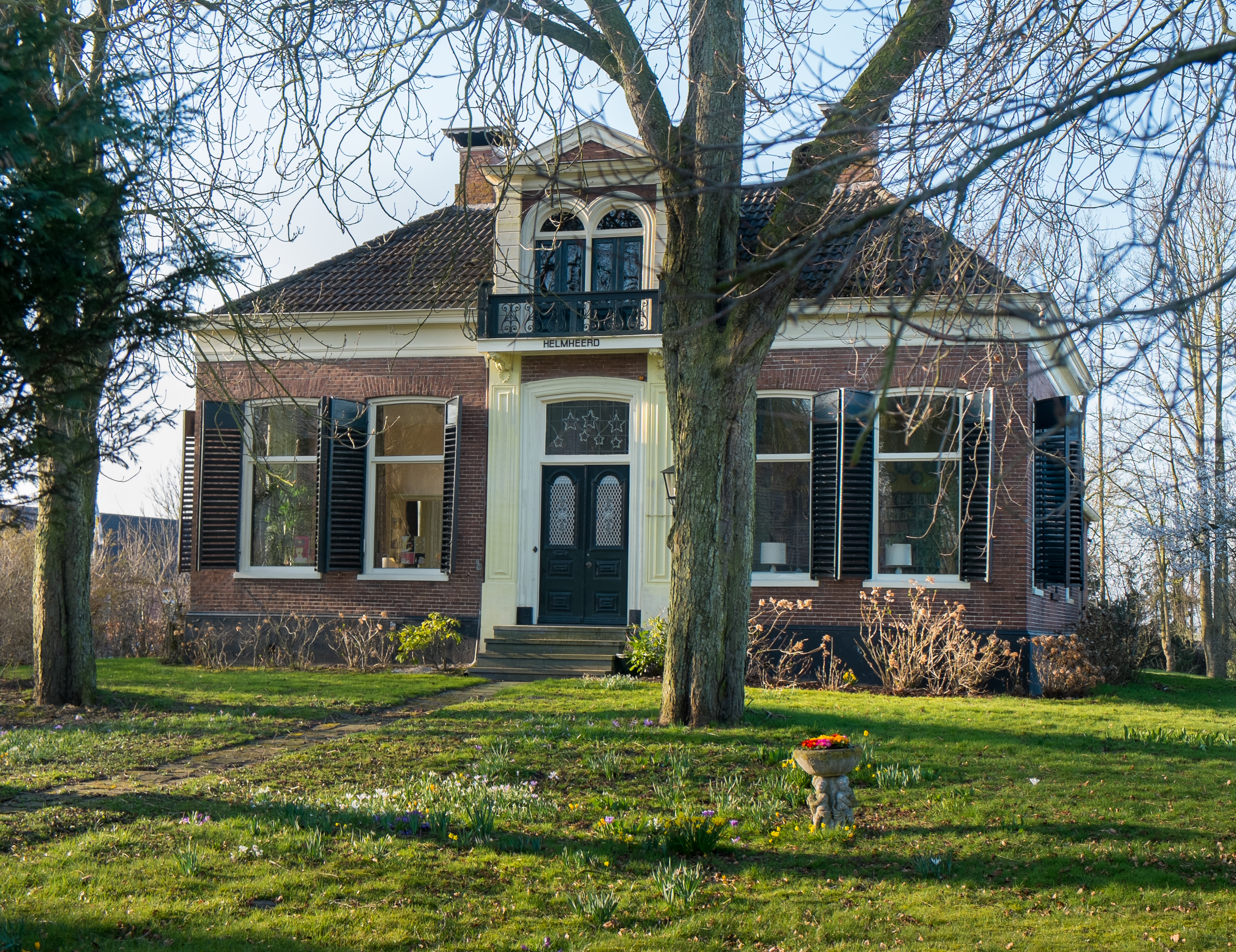
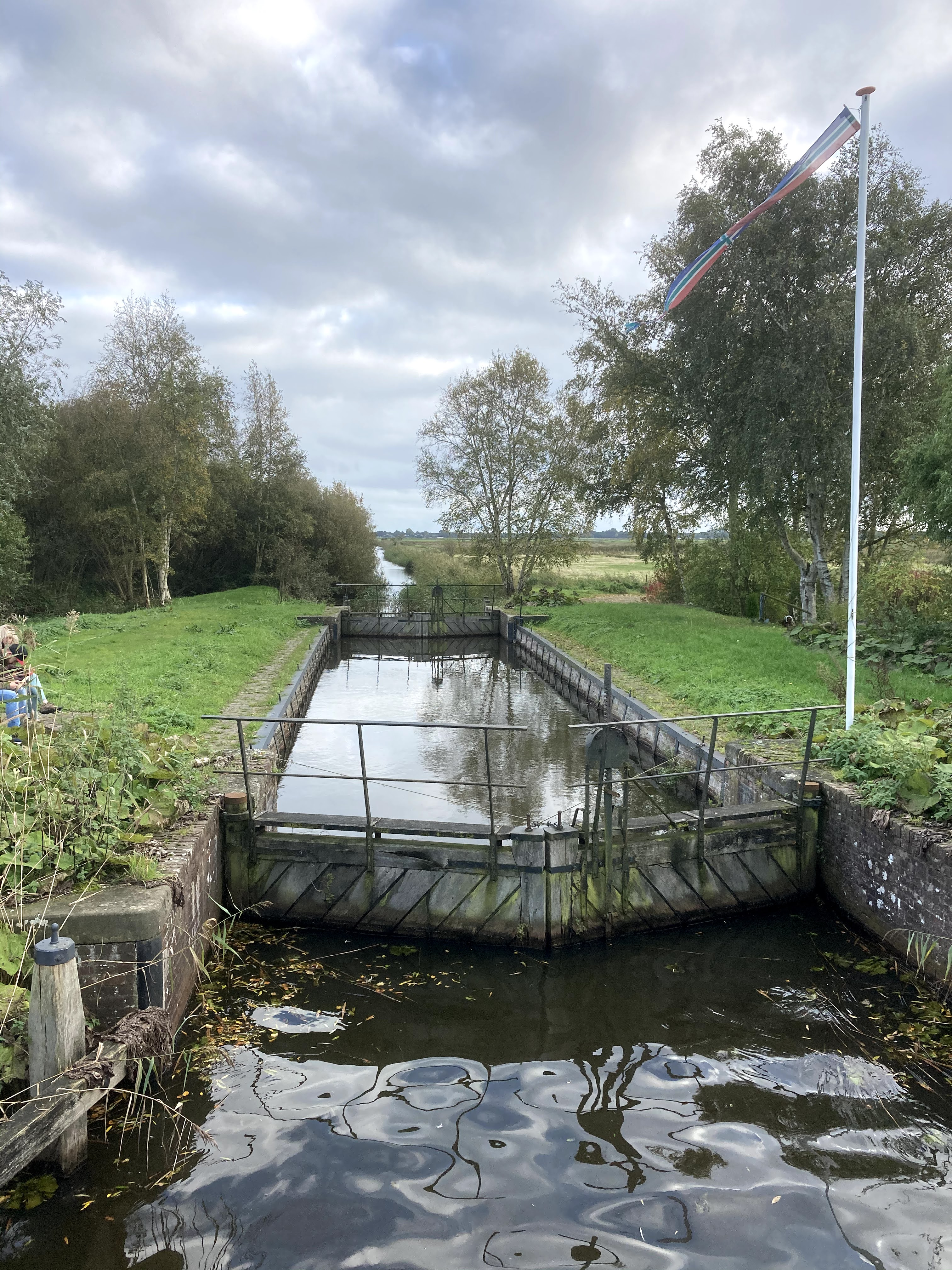